# Ankara

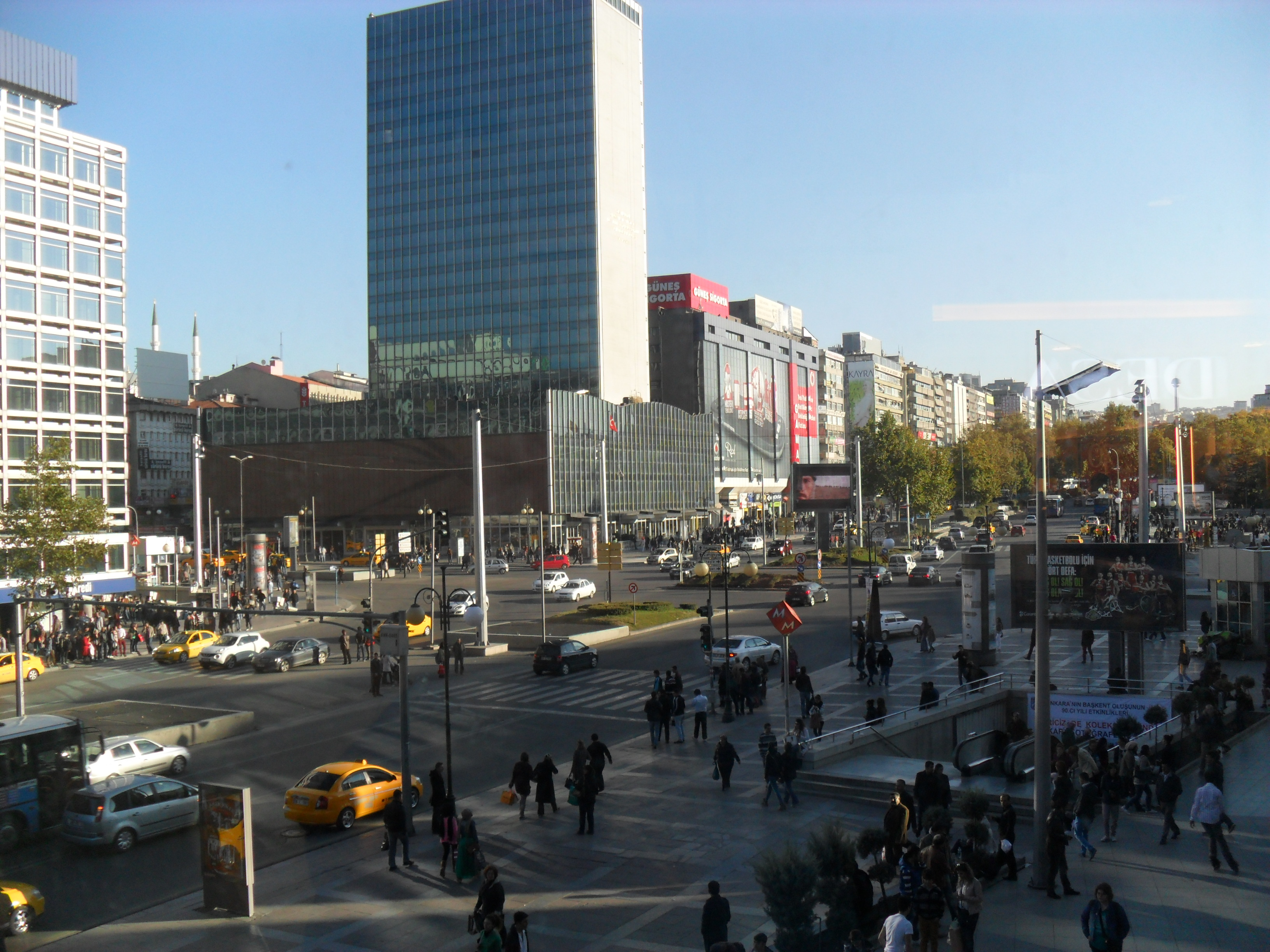
Het Kızılayplein in Ankara

Ankara is de hoofdstad van Turkije en tevens van het hoofdstadsdistrict van de gelijknamige provincie Ankara. Met een bevolking van 5.864.049 (2024) is het na de vroegere hoofdstad Istanboel de grootste stad van Turkije. In 1923 was İzmir de tweede stad van het land, maar in de loop der jaren is de stad qua inwoneraantal door Ankara ingehaald.
Vanaf 1920 was Ankara het hoofdkwartier van Atatürk, de grondlegger van de huidige republiek Turkije. Sinds de oprichting van de Republiek in 1923 is de stad de hoofdstad van Turkije, waardoor zij Istanboel (ooit de Byzantijnse hoofdstad Constantinopel) na de val van het Ottomaanse rijk heeft vervangen. Ankara is een belangrijk commercieel en industrieel centrum, gelegen op het kruispunt van de weg- en spoorwegnetwerken van Turkije. De stad heeft haar naam te danken aan de wol die afkomstig is van angorakonijnen ('angorawol'), angorageiten ('mohair') en de angorakat.
Het gebied is ook bekend om zijn peren, honing en muskaatdruiven. Hoewel het in een van de droogste streken van Turkije ligt en omringd is door steppevegetatie, kan Ankara toch worden beschouwd als een 'groene stad' in termen van de hoeveelheid groen per inwoner, namelijk 72 vierkante meter.
Ankara is een zeer oude stad met verschillende Hetitische, Frygische, Hellenistische, Romeinse, Byzantijnse en Ottomaanse archeologische overblijfselen. Het historische centrum van de stad bevindt zich op een rotsachtige heuvel van 150 m aan de linkeroever van de Ankara Çayı. Op de heuvel bevinden zich nog enkele ruïnes van de oude Romeinse en Ottomaanse architectuur. Het meest opmerkelijke is de Augusteum, dat het Monumentum Ancyranum met de opschriften van Res gestae divi Augusti bevat.
Ankara heeft een uitgebreid metronetwerk. Ankara huisvest vele universiteiten alsook de Turkse militaire academie. De stad ligt op een gemiddelde hoogte van 938 meter boven zeeniveau.

## Geschiedenis
In de klassieke oudheid heette Ankara "Ancyra", en in een latere periode "Angora". De stad stond in die tijd bekend om de wol van langharige geiten, de angorageitenwol of mohair. De stad heeft nog veel Romeinse en Byzantijnse resten.
Ankara is volgens een oude sage door koning Midas gesticht, in de 9e eeuw v.Chr. Na 278 v.Chr. werd het de hoofdstad van de Galaten en de naar hen genoemde landstreek Galatië. In 621 na Chr. werd Ankara door de Arabieren ingenomen. Niet lang daarna heroverden de Byzantijnen de stad weer. In de 13e eeuw namen de Turkse Seltsjoeken het bewind over.
Na de Ottomaanse nederlaag in de Eerste Wereldoorlog werd de Ottomaanse hoofdstad Constantinopel (het huidige Istanbul) en een groot deel van Anatolië bezet door de geallieerden. Als reactie hierop vestigde de leider van de Turkse nationalistische beweging, Mustafa Kemal Atatürk, in 1920 het hoofdkwartier van zijn verzetsbeweging in Angora. Toen na de Turkse Onafhankelijkheidsoorlog het Verdrag van Sèvres werd vervangen door het Verdrag van Lausanne (1923) vervingen de Turkse nationalisten het Ottomaanse Rijk door de Republiek Turkije op 29 oktober 1923. Een paar weken eerder had Angora officieel Constantinopel vervangen als de nieuwe Turkse hoofdstad (13 oktober 1923) en Republikeinse functionarissen verklaarden dat de naam van de stad Ankara zou zijn.
De benoeming tot hoofdstad van het toen nog onbeduidende stadje Ankara, had grote gevolgen voor de stad. Geleidelijk aan werd de stad aanzienlijk uitgebreid. Het kreeg brede straten en nieuwe gebouwen met een moderne architectuur. Er kwamen overheidsgebouwen, universiteiten, ziekenhuizen en alsmede een luchthaven. Vlakbij de stad werd een industrieterrein aangelegd, waardoor het een bedrijvige stad werd. Dit ging gepaard met een geleidelijke toename van het aantal inwoners van Ankara, waardoor het uitgroeide tot de tweede grootste stad van Turkije. De wijk Ulus vormt het oudste deel van Ankara.

## Geografie

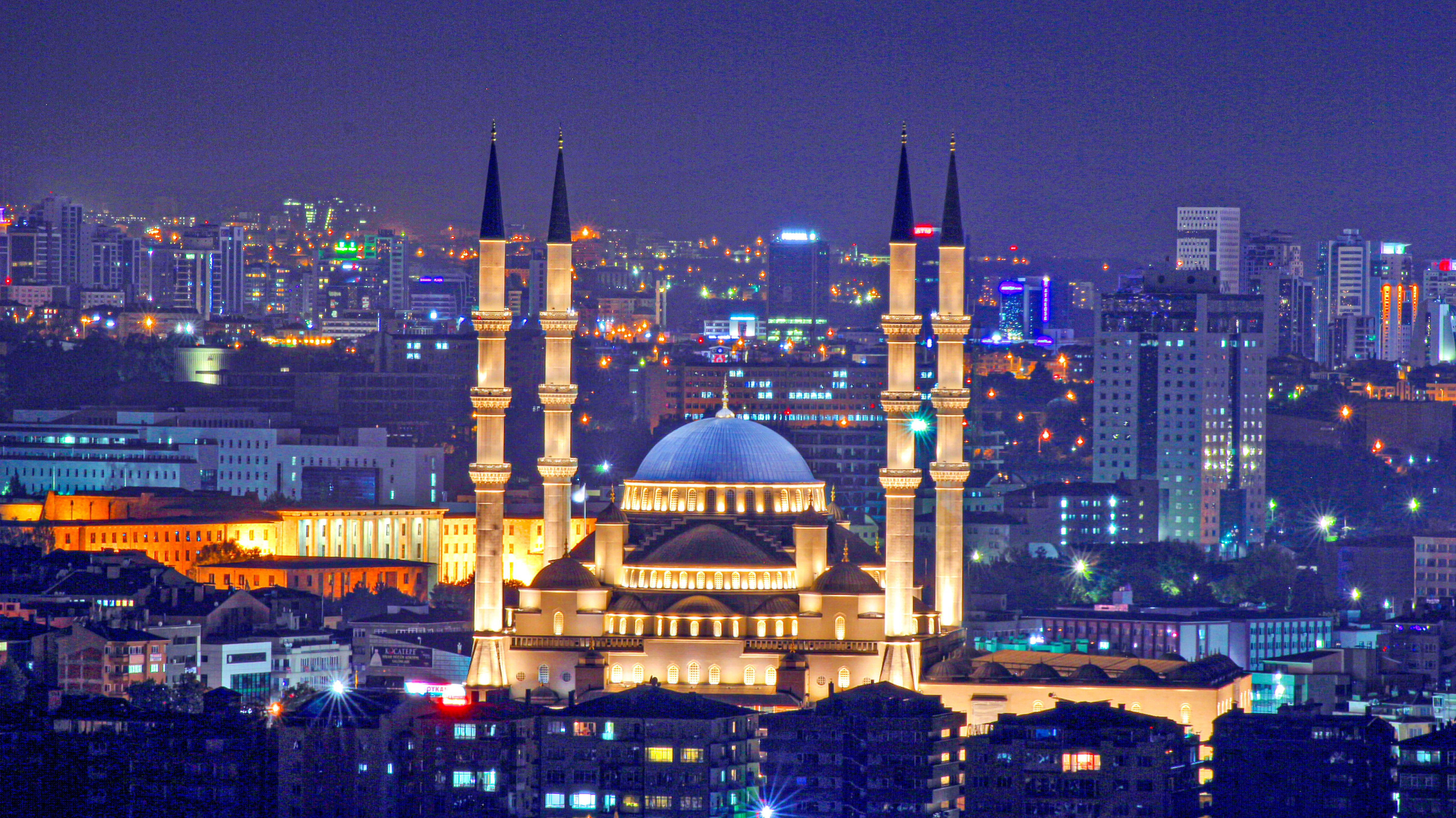
Kocatepe-moskee

### Topografie
De gemeente Ankara grenst in het oosten aan de provincie Kırıkkale, in het noordoosten aan de gemeente Kalecik, in het noorden aan de provincie Çankırı, in het noordwesten en westen aan de gemeenten Güdül en Beypazarı in het zuiden aan de gemeente Polatlı en in het zuidoosten aan de gemeente Bala. Verder stroomt er door het centrum van Ankara een zijrivier van de rivier de Sakarya, genaamd Ankara Çayı.

### Klimaat
Ankara ligt op de Anatolische hoogvlakte. De stad heeft een continentaal steppeklimaat, met koude en sneeuwrijke winters en hete en droge zomers. Er zijn grote temperatuurverschillen tussen zomer en winter en tussen dag en nacht. De gemiddelde temperatuur in Ankara is 11,1 °C en de gemiddelde neerslag bedraagt 415 mm. Lente en herfst hebben de hoogste neerslag en de zomer heeft de laagste neerslag. Ankara is een van de droogste steden in Turkije, maar de neerslag valt in elk seizoen.
| Maand                                                                                 | jan   | feb   | mrt   | apr  | mei  | jun  | jul  | aug  | sep  | okt  | nov   | dec   | Jaar  |
| ------------------------------------------------------------------------------------- | ----- | ----- | ----- | ---- | ---- | ---- | ---- | ---- | ---- | ---- | ----- | ----- | ----- |
| Hoogste maximum (°C)                                                                  | 11,1  | 17,7  | 27,2  | 27,7 | 31,1 | 38,8 | 37,2 | 42,2 | 33,3 | 30,0 | 21,1  | 17,2  | 42,2  |
| Gemiddeld maximum (°C)                                                                | 1,6   | 4,4   | 10,0  | 15,5 | 20,0 | 24,4 | 27,7 | 28,3 | 24,4 | 18,3 | 10,5  | 4,4   | 16,1  |
| Gemiddelde temperatuur (°C)                                                           | −2,5  | −0,3  | 4,2   | 9,4  | 13,3 | 16,9 | 20,2 | 20,5 | 16,3 | 11,0 | 4,7   | 0,5   | 9,7   |
| Gemiddeld minimum (°C)                                                                | −6,6  | −5,0  | −1,6  | 3,3  | 6,6  | 9,4  | 12,7 | 12,7 | 8,3  | 3,8  | −1,1  | −3,3  | 3,3   |
| Laagste minimum (°C)                                                                  | −31,1 | −31,1 | −27,2 | −7,2 | −6,1 | 0,5  | 3,8  | 3,8  | −2,2 | −8,8 | −12,2 | −17,2 | −31,1 |
|                                                                                       |       |       |       |      |      |      |      |      |      |      |       |       |       |
| Neerslag (mm)                                                                         | 40    | 31    | 36    | 51   | 52   | 39   | 17   | 15   | 18   | 32   | 36    | 48    | 415   |
| Bron: Weatherbase: neerslaggemiddelden, temperatuurgemiddelden en temperatuurextremen |       |       |       |      |      |      |      |      |      |      |       |       |       |

## Bevolking

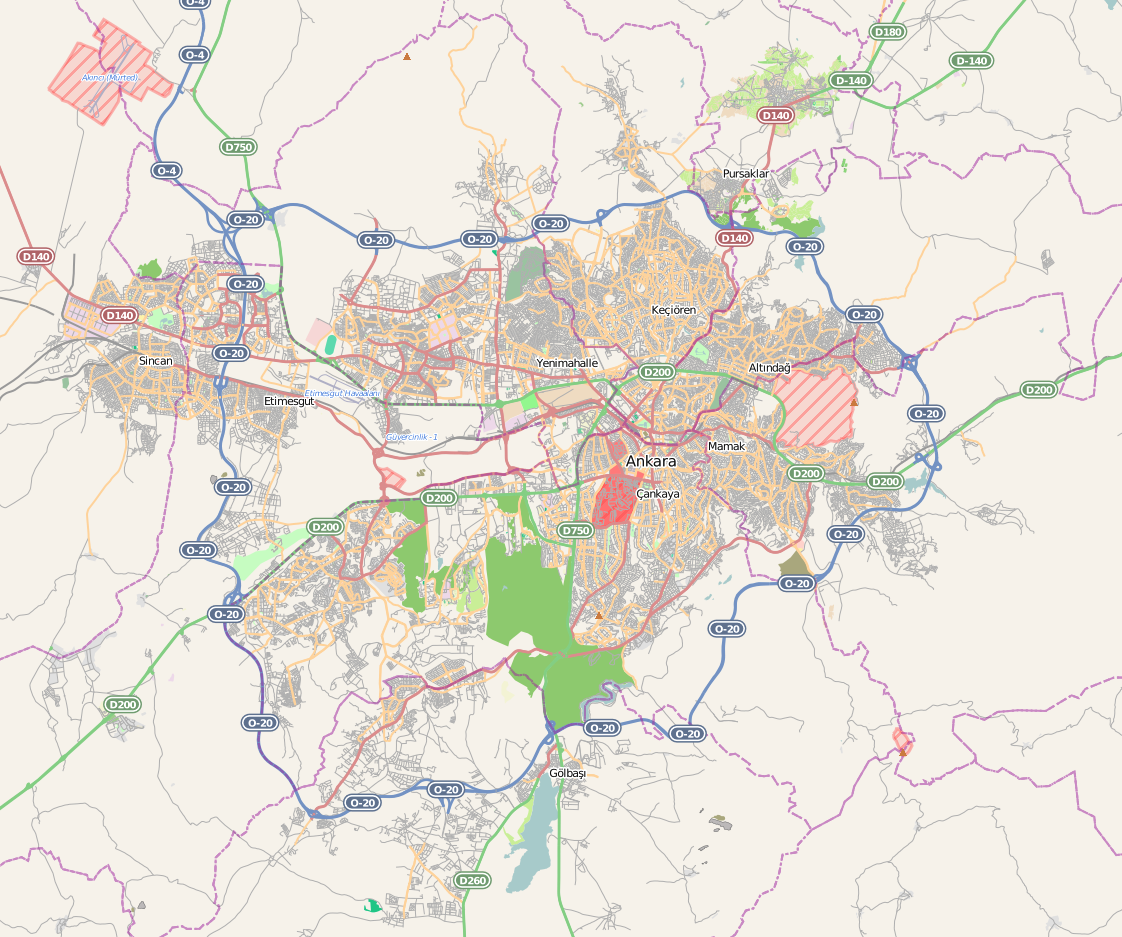
Plattegrond van het stedelijk gebied

Voordat Ankara de hoofdstad van Turkije was, had de stad maar dertigduizend inwoners. Toen Ankara in 1923 de hoofdstad van de Republiek Turkije werd, werd er rekening gehouden met 500.000 toekomstige bewoners. In de jaren '20, '30 en '40 van de twintigste eeuw groeide de stad in een gepland en ordelijk tempo en werd na Istanbul en Izmir de drukste stad van Turkije.
Vanaf 1950 groeide de stad echter veel sneller dan verwacht, omdat werkloosheid en armoede mensen ertoe noopten om van het platteland naar de stad te migreren. Als gevolg hiervan werden veel 'Gecekondu', illegale huizen, gebouwd rond de stad en ontstond een ongecontroleerd stedelijk landschap. Veel van deze gecekondu zijn inmiddels vervangen door grote woningbouwprojecten in de vorm van torenblokken en wijken als Elvankent, Eryaman en Güzelkent. In de loop der jaren heeft Ankara ook Izmir ingehaald en momenteel is het de tweede stad van Turkije. In 1990 had Ankara 2.583.963 inwoners, terwijl de bevolking in 2010 met 21,48% was toegomen tot 3.203.362 inwoners. Van de totale bevolking van Ankara woonde in 2012 ongeveer 97% in stedelijke bebouwing en de resterende 3% in dorpen op het platteland. Intussen blijft de bevolking van Ankara verder groeien, met name als gevolg van binnenlandse migratie; veel inwoners komen uit andere provincies in Centraal-Anatolië, waaronder Çorum, Yozgat, Çankırı, Kırşehir, Kırıkkale en Sivas. Verder is de stad ook een van 's werelds 38 meest bevolkte steden. In 2021 telde de provincie Ankara 5.747.325 inwoners, waarvan 5.013.432 inwoners in de districten Altındağ, Çankaya, Etimesgut, Keçiören, Mamak, Pursaklar, Sincan en Yenimahalle tezamen; deze districten vormen het stedelijk gebied, terwijl de overige districten van de provincie Ankara een onafhankelijk karakter bezitten.
In de provincie Ankara bevinden zich 25 districten, 1 grootstedelijke gemeente (büyükşehir belediyesi), 25 districtsgemeenten (ilçe belediyesi) en 1432 stadswijken (mahalle). Voor de inwerkingtreding van Wet nr. 6360 werden de 'stadswijken' gekwalificeerd als dorpen.

## Bezienswaardigheden

### Musea

#### Anıtkabir
Anıtkabir is het mausoleum van Mustafa Kemal Atatürk, de stichter van de Republiek Turkije, en is gelegen op een imposante heuvel, die Anıttepe heet. Het gebouw is voltooid in 1953 en is een indrukwekkende mix van oude en moderne bouwstijlen. Een aangrenzend museum herbergt een wassen beeld van Atatürk, zijn geschriften en brieven en ook zijn persoonlijke spullen. De Anıtkabir is elke dag geopend, alhoewel het aangrenzende museum op maandag gesloten is.

#### Museum van Anatolische Beschavingen

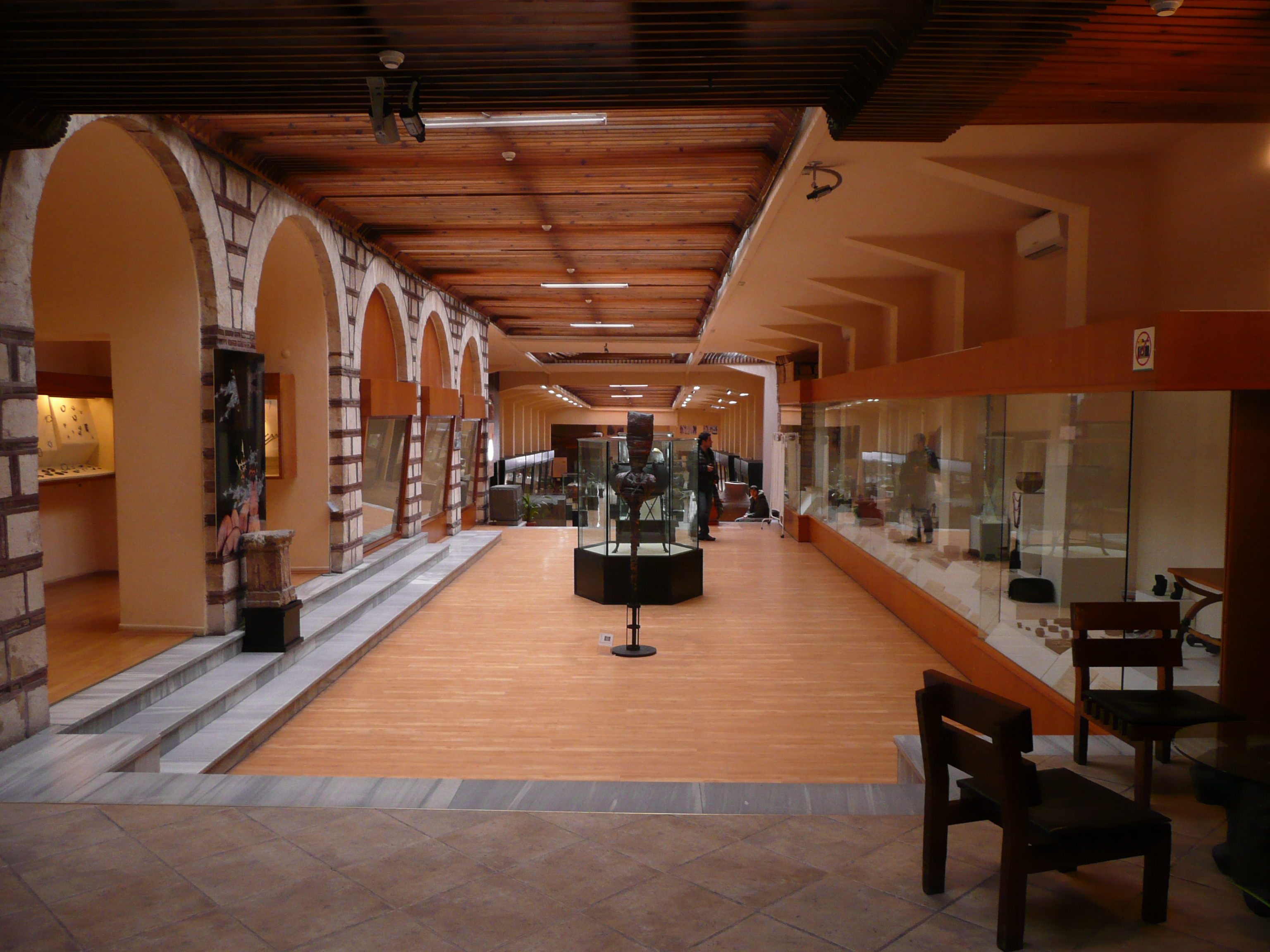
Interieur van het museum van Anatolische beschavingen

Het Museum van Anatolische beschavingen (Anadolu Medeniyetleri Müzesi) is gelegen aan de ingang van het kasteel van Ankara. Het is een oude, gerestaureerde overdekte bazaar. Tegenwoordig is het een museum waar zich een collectie van Paleolithicum, Neolithicum, Hattische, Hettitische, Frygische, Urartische, Griekse en Romeinse werken bevindt.

#### Cer Modern
Cer Modern is een museum van moderne kunst in Ankara. Het is gelegen in het gerenoveerde gebouw van het historische TCDD Cer Atölyeleri, een oude werkplaats van de Turkse Staatsspoorwegen. Het museum bevat de grootste tentoonstellingsruimte in Turkije en organiseert periodieke tentoonstellingen van moderne en hedendaagse kunst.

### Stadsparken

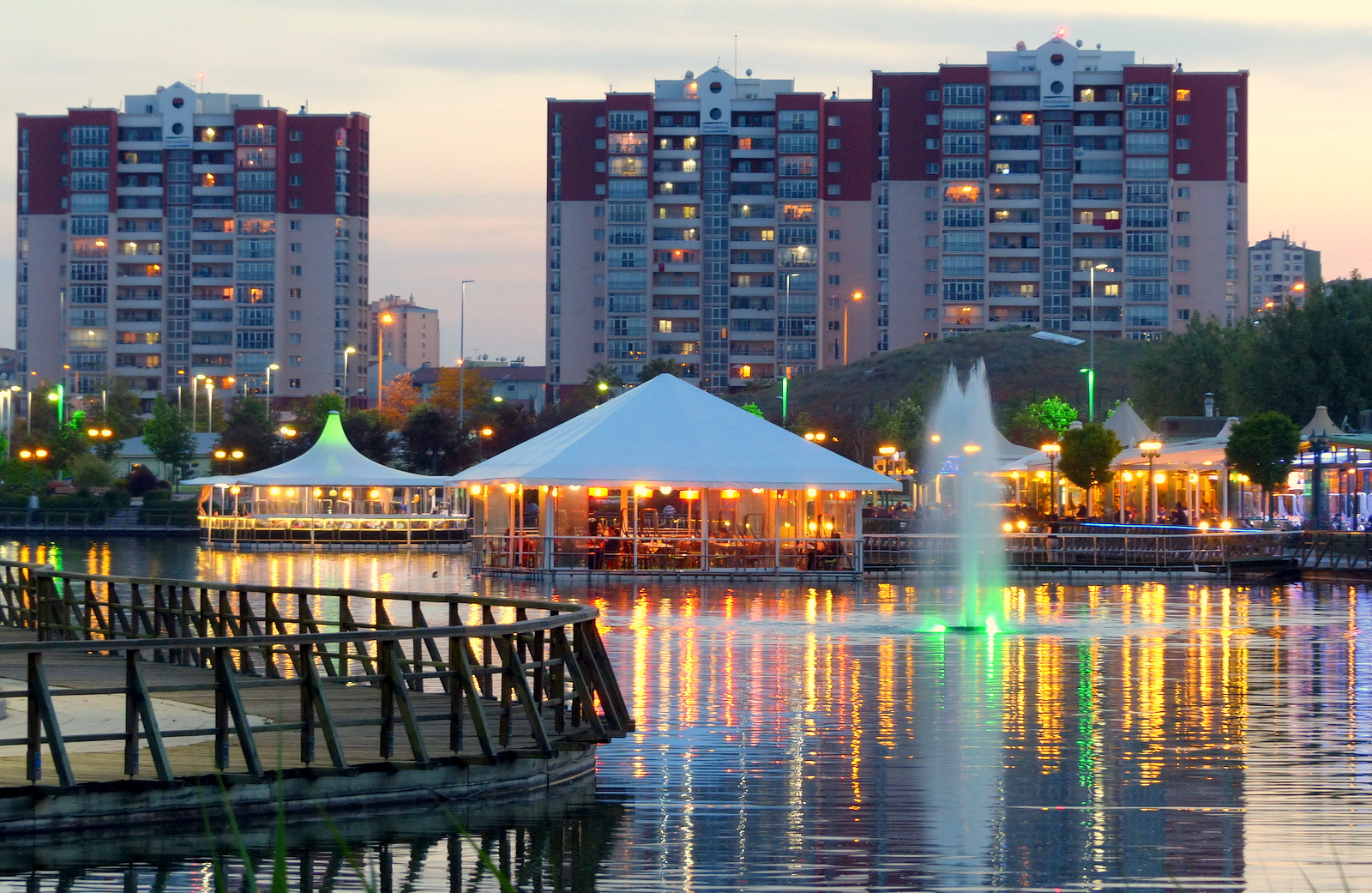
Göksu Park

Ankara heeft vele parken en open ruimtes, voornamelijk opgericht in de vroege jaren van de Republiek. De belangrijkste parken zijn: Gençlik Parkı (een pretpark met een grote vijver), de botanische tuin, Seğmenler Park, Anayasa Park, Kuğulu Park, Abdi İpekçi Park, Güven Park, Kurtuluş Park (heeft een ijsbaan), Altınpark, Harikalar Diyarı (beweerde het grootste park van Europa binnen de stadsgrenzen te zijn) en Göksu Park. Van deze parken was het Gençlik Park afgebeeld op de achterzijde van de 100 lira-bankbiljetten tussen 1952 en 1976.
De Atatürk Boerderij en Dierentuin (Atatürk Orman Çiftliği) is een uitgestrekt recreatief landbouwgebied. Er bevindt zich ook een exacte replica van het huis, waar Atatürk werd geboren in Thessaloniki.

### Winkelcentra

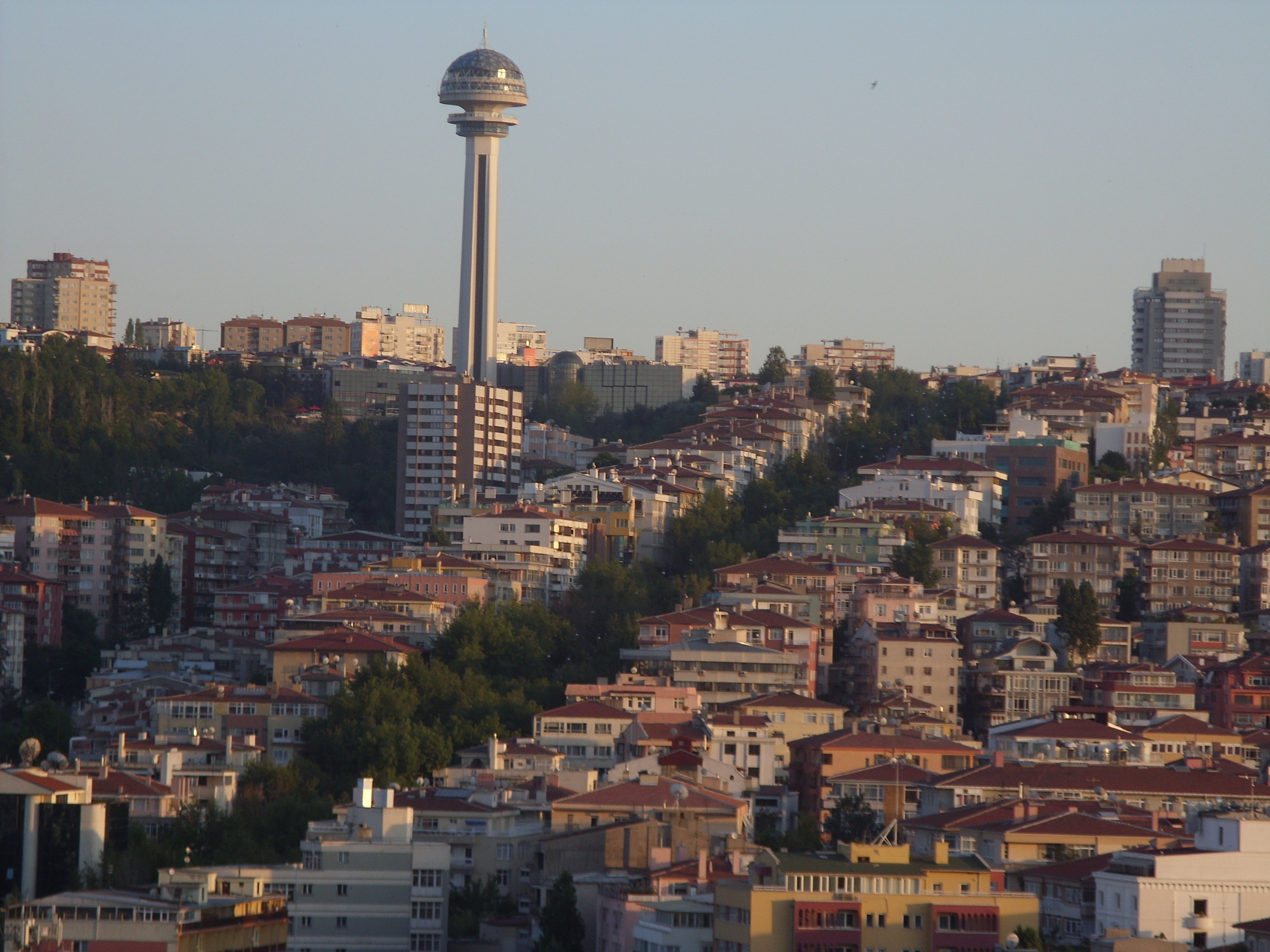
Atakule Toren

In Çıkrıkçılar Yokuşu in de buurt van Ulus, is een groot oud winkelcentrum gelegen. Moderne winkelcentra vindt men vooral in Kızılay, de Tunalı Hilmistraat of in Çankaya. Het bekende winkelcentrum Karum, is vernoemd naar de oude Assyrische kooplieden in Centraal-Anatolië.
De Atakule Toren bevindt zich naast Atrium Mall in Çankaya.

## Verkeer en vervoer

### Autoverkeer

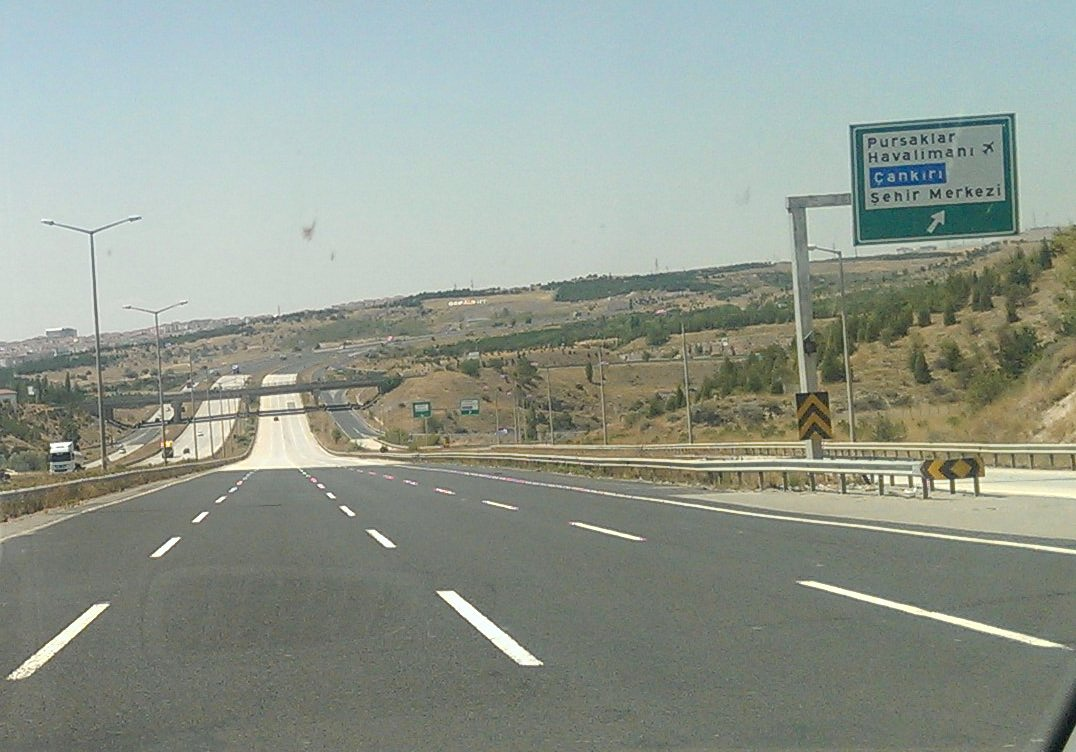
Autosnelweg O-20 nabij Pursaklar in Ankara

Als hoofdstad van het land wordt Ankara doorkruist door verschillende wegen. De O-20 is een ringweg van Ankara en is een volledige autosnelweg met acht banen in totaal (vier heen en vier terug). Verder is de snelweg verbonden aan de O-4 Anadolu Otoyolu richting Istanboel en zal in de toekomst ook een verbinding krijgen met de O-21 richting Adana, die nu nog in aanbouw is. Verder lopen de nationale wegen D200 en D140 dwars door het centrum van de stad.

### Luchthaven

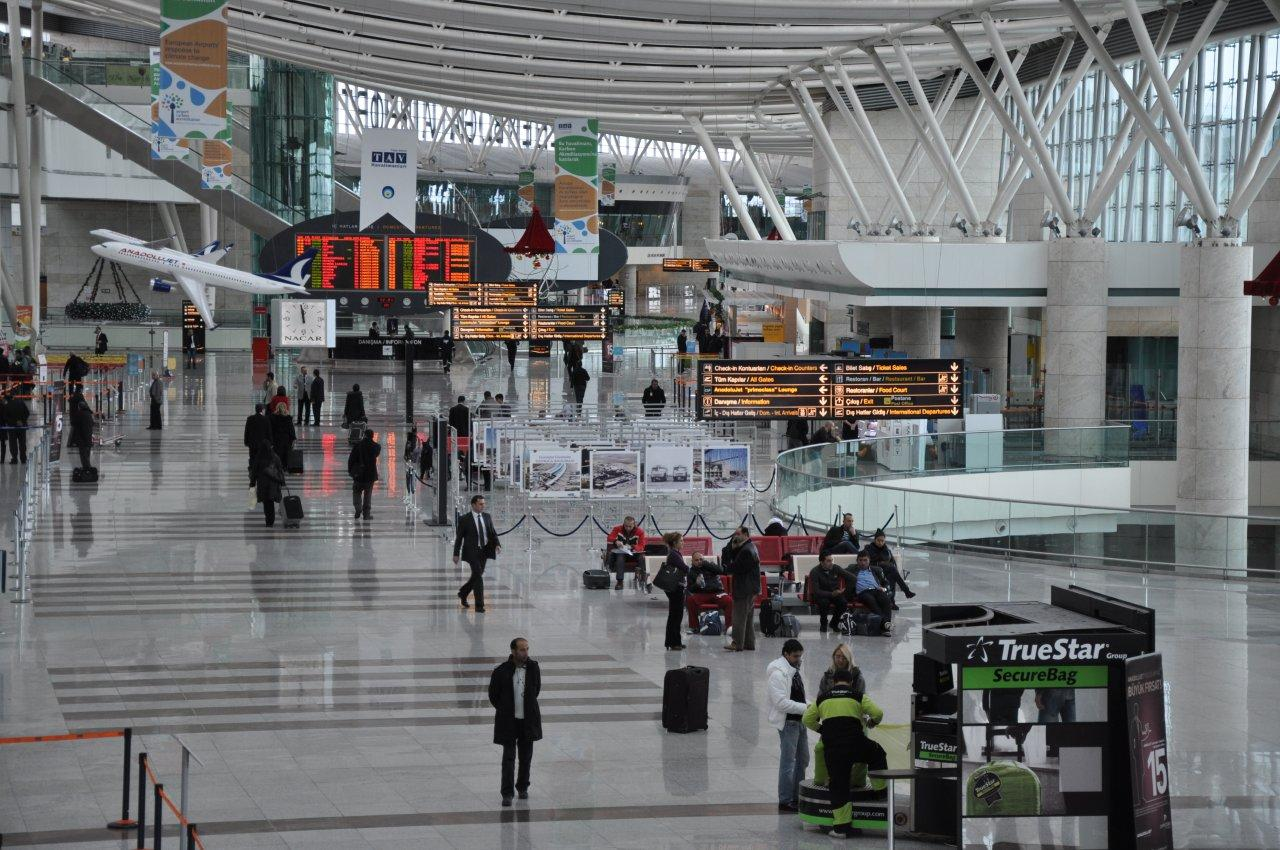
Luchthaven Esenboğa

De luchthaven Esenboğa is gelegen in het noordoosten van de stad. Het is de belangrijkste luchthaven van Ankara. De naam van het vliegveld komt van het nabijgelegen dorpje Esenboğa, dat "gezonde stier" betekent. De passagiersaantallen op Esenboğa zijn de afgelopen jaren gestegen naar 5,7 miljoen mensen. Esenboğa werd in 2009 bekroond als de beste luchthaven in Europa door de ACI Europe (Airports Council International).

### Stads- en streekvervoer
De stad is zeer goed bereikbaar met het openbaar vervoer. In Ankara kan men gebruikmaken van verschillende soorten vervoersmiddelen. Voor snel vervoer zijn er de dolmuş-busjes, ook zijn er normale stadsbussen die bijna overal in de stad komen. Verder is er ook de Metro van Ankara (Ankara Metrosu) en een tramlijn (Ankaray). Ankara Intercity Bus Terminal (Turks: Ankara Şehirlerarası Terminal İşletmesi, AŞTİ) is een belangrijk onderdeel van het busnetwerk. Deze verzorgt namelijk alle busvervoer van en naar de stad. Het Elektriciteit, Gas, Bus Directoraat-generaal (EGO) exploiteert de metro van Ankara en andere vormen van openbaar vervoer.

### Spoorwegen
Het station Ankara Centraal van de Turkse Staatsspoorwegen (TCDD), is een belangrijke plaats die het westelijke deel en het oostelijke deel van het land met elkaar verbindt. Sinds 2009 wordt er gebruikgemaakt van de hogesnelheidslijn Ankara-Istanboel en Ankara-Konya

## Fauna
De angora-varianten van verschillende diersoorten vinden allemaal hun oorsprong in de regio van Ankara. Zo bestaan er angorakatten (Turks:Ankara kedisi), angorakonijnen en angorageiten. Angorageiten werden afgebeeld op de achterzijde van de 50 Turkse lira bankbiljetten in de jaren 1938-1952.

## Sport
Voetbal is in Ankara een belangrijke sport, echter is Turkije het enige land in Europa waar nog nooit een club uit de hoofdstad de landstitel kon winnen. De voornaamste clubs zijn Ankaragücü en Gençlerbirliği. Beide clubs wonnen twee keer de Turkse voetbalbeker en spelen hun wedstrijden in het Ankara 19 Mayısstadion. Daarbuiten Ankaraspor kwam pas in 2004 voor het eerst uit op het hoogste Turkse niveau en speelt haar wedstrijden in het Yenikent ASAŞ-stadion. Hacettepe Spor Kulübü is een andere voetbalclub uit Ankara, maar fungeert als een tweede elftal van Gençlerbirliği.

## Stedenbanden
Afrika
- Addis Abeba (Ethiopië), sinds 2006
- Caïro (Egypte), sinds 2004
- Khartoem (Soedan), sinds 1992
- Kinshasa (Democratische Republiek Congo), sinds 2005
- Mogadishu (Somalië), sinds 2000

Amerika
- Havana (Cuba), sinds 1993
- Santiago (Chili), sinds 2000
- Washington D.C. (Verenigde Staten) 2011

Azië
- Asjchabad (Turkmenistan), sinds 1994
- Astana (Kazachstan), sinds 2001
- Beijing (China), sinds 1990
- Bisjkek (Kirgizië), sinds 1992
- Damascus (Syrië), sinds 2004
- Doesjanbe (Tadzjikistan), sinds 2002
- Hanoi (Vietnam), sinds 1998
- Islamabad (Pakistan), sinds 1982
- Kabul (Afghanistan), sinds 2003
- Koeweit-Stad (Koeweit), sinds 1994
- Kuala Lumpur (Maleisië), sinds 1984
- Manama (Bahrein), sinds 2000
- Sanaa (Jemen), sinds 2006
- Seoel (Zuid-Korea), sinds 1971
- Tasjkent (Oezbekistan), sinds 2004
- Ulaanbaatar (Mongolië), sinds 2003

Europa
- Boedapest (Hongarije), sinds 1992
- Boekarest (Roemenië), sinds 1998
- Chisinau (Moldavië), sinds 2001
- Kazan (Rusland), sinds 2005
- Kiev (Oekraïne), sinds 1993
- Lefkoşa (Noord-Cyprus), sinds 1989
- Minsk (Wit-Rusland), 2007
- Moskou (Rusland), sinds 1992
- Oefa (Rusland), sinds 1997
- Pristina (Kosovo), sinds 2005
- Sarajevo (Bosnië en Herzegovina), sinds 1994
- Skopje (Macedonië), sinds 1995
- Sofia (Bulgarije), sinds 1992
- Tbilisi (Georgië), sinds 1996
- Tirana (Albanië), sinds 1995
- Zagreb (Kroatië), sinds 2008